# Towner megye
Towner megye az Amerikai Egyesült Államokban, azon belül Észak-Dakota államban található. Megyeszékhelye és legnagyobb városa Cando. Lakosainak száma 2162 fő (2020. április 1.). Towner megye Killarney-Turtle Mountain, Roblin, Louise, Cavalier, Ramsey, Benson, Pierce és Rolette megyékkel határos.

## Népesség
A megye népességének változása:
| Lakosok száma | 2241 | 2300 | 2331 | 2317 | 2272 | 2162 |
|               | 2010 | 2011 | 2012 | 2013 | 2015 | 2020 |